# Balchen Glacier
Balchen Glacier är en glaciär i Antarktis. Den ligger i Västantarktis. Inget land gör anspråk på området. Balchen Glacier ligger 342 meter över havet.
Terrängen runt Balchen Glacier är kuperad åt sydväst, men åt nordost är den platt. Trakten är obefolkad. Det finns inga samhällen i närheten.